# Wilhelm-Heinrich-Riehl-Kolleg
Das Wilhelm-Heinrich-Riehl-Kolleg (ehemals Wilhelm-Heinrich-Riehl-Institut, kurz Riehl-Kolleg) ist ein Kolleg zur Erlangung der Hochschulreife in Düsseldorf. Das Riehl-Kolleg ist eine öffentlich anerkannte private Ersatzschule.

## Gründung
Am 13. Dezember 1957 beschloss die Handwerkskammer Düsseldorf die Erschaffung eines Institutes, das berufstätigen Erwachsenen den Erwerb der Hochschulreife ermöglichen, „begabten Handwerkern den Weg in Führungsstellen“ zu ermöglichen und somit zugleich auch den „Nachwuchs des Hauses [der Handwerkskammer] planvoll in die Wissenschaften“ entwickeln sollte. Zu diesem Zeitpunkt existierten bundesweit lediglich drei weitere derartige Einrichtungen: in Braunschweig (gegründet 1949), in Delmenhorst (1949) und in Oberhausen (1953).
Die Gründungsidee ist das Schaffen der

„Geschlossenheit des Bildungszuges, der mit der Lehre beginnt, über die Gesellenprüfung, die gleichzeitig zu absolvierende Berufsschule sowie über verschiedene Bildungseinrichtungen zur Fachschulreife und schließlich zur Hochschulreife [führt].“

Anlässlich der Entlassungsfeier der Abiturienten am 10. März 1961 führte der Präsident der Handwerkskammer, Georg Schulhoff, aus:

„Aus der Erkenntnis der bildungspolitischen Situation habe das Handwerk des Regierungsbezirkes Düsseldorf damit einen wesentlichen Beitrag auf der letzten Stufe des Zweiten Bildungsweges geleistet und darüber hinaus einer kulturellen Aufgabe genügt.“

Nach der Genehmigung als private Ersatzschule im April 1958 fand die erste damals notwendige Aufnahmeprüfung am Oberhausen-Kolleg mit 93 Bewerbern statt; zum 1. Dezember des Jahres traten dann 31 männliche Studierende für den ersten Studiengang an. Von diesen wiederum erlangten 16 im März 1961 die allgemeine Hochschulreife.

## Namensgeber

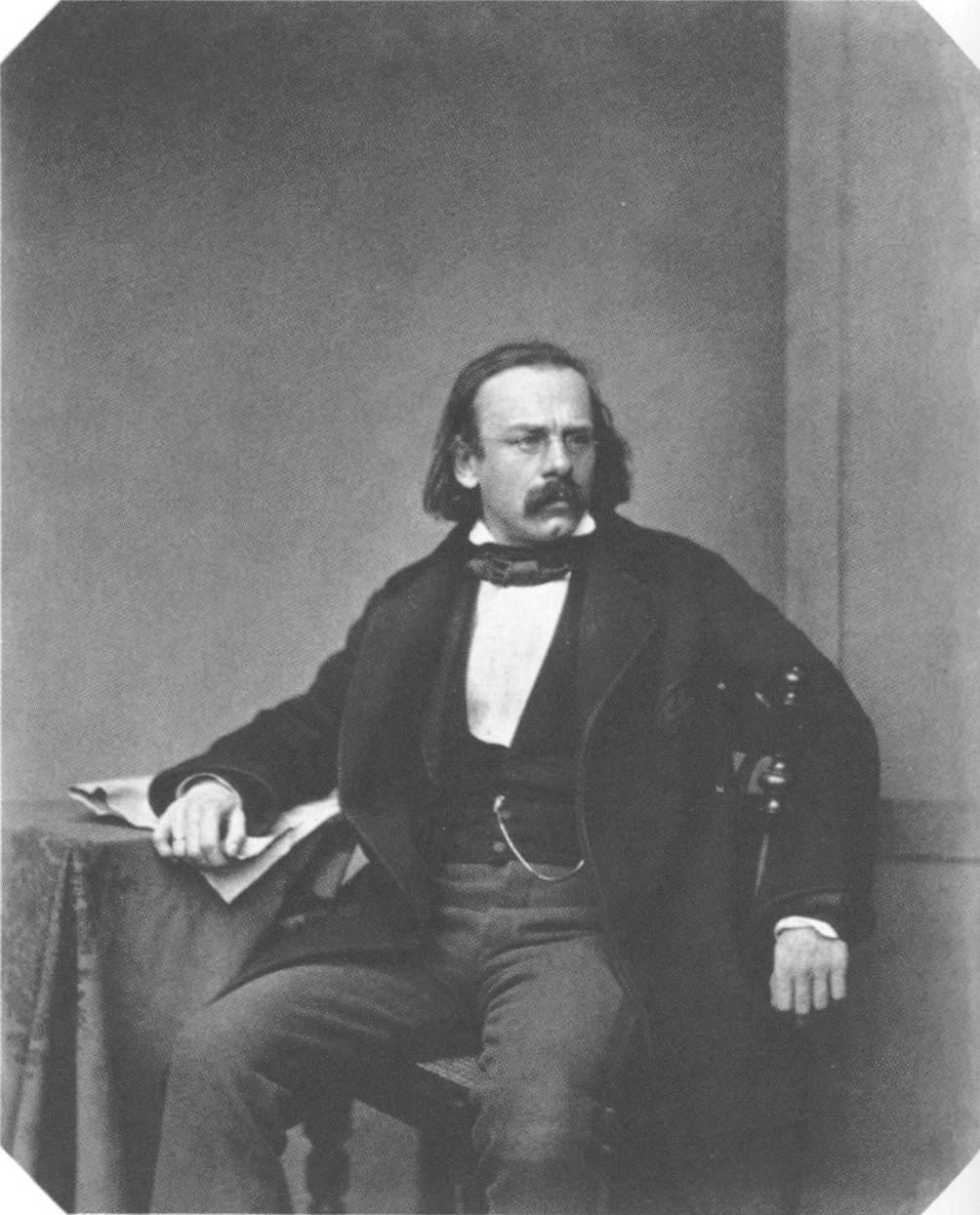
Wilhelm Heinrich Riehl um 1860

Namensgeber ist Wilhelm Heinrich Riehl als der wissenschaftliche Begründer der Volkskunde.

### Stiftung
Zweck der damals so heißenden „Stiftung Institut zur Vorbereitung auf die Hochschulreife für Handwerker e.V.“ war der Betrieb des Riehl-Instituts „unter Einbeziehung der humanistischen Tradition, dennoch den realistischen Bildungsbemühungen unserer Tage entsprechend“.
Die Industrie- und Handelskammer Düsseldorf und die Stadt Düsseldorf traten der Stiftung 1964 bei. Die Stiftung betreibt diese Schule weiterhin unter einem leicht veränderten Namen (s. o.).

## Schulleben
Für die Abiturprüfungen gelten die Bestimmungen zum Zentralabitur des Kultusministeriums Nordrhein-Westfalens. Auch die Fachhochschulreife kann erlangt werden.
Der Lehrgang betrug anfangs fünf Semester bis zur allgemeinen Hochschulreife, seit Anfang der 1980er Jahre beträgt er sechs Semester.
Regelmäßig angebotene Leistungskurse sind in der einen Zeitschiene Deutsch, Englisch und Mathematik, in der anderen Zeitschiene Soziologie, Biologie und Geschichte.
2008 wurde das 50-jährige Jubiläum gefeiert, es wurde eine umfangreiche Festschrift erstellt.
Seit 1988 existiert der Förderverein Ganzes Haus e. V.
Der Schulbesuch der Studierenden kann durch elternunabhängiges Bafög finanziert werden, einzelne Studierende können sich um ein Stipendium der Hans-Böckler-Stiftung bewerben.

## Schließung
Bis Ende 2024 wurde die Stiftung von der Stadt Düsseldorf und der Handwerkskammer Düsseldorf getragen. 
Nach dem Rückzug der Handwerkskammer Düsseldorf aus dem Trägerverein ist eine Fortführung des Kollegs als private Ersatzschule nicht mehr möglich, so dass das Kolleg mit einer Sondergenehmigung der Bezirksregierung bis zu seiner endgültigen Schließung im Sommer 2026 von der Stadt Düsseldorf weitergeführt wird.
Die Studierenden, die Lehrkräfte und die Verwaltung hatten mit Demonstrationen und Interviews, unter anderem geführt durch den Schülersprecher Bernd Blümel in der Lokalzeit Düsseldorf, erfolglos versucht eine Schließung zu verhindern. Eine Petition, mit dem Ziel das Riehl-Kolleg zu erhalten, wurde von der Schülervertretung ins Leben gerufen.
Die Studierenden, die zum Zeitpunkt der Entscheidung bereits die Qualifikationsphase erreicht hatten, werden ihre Hochschulreife voraussichtlich am Riehl-Kolleg erwerben können. Die Studierenden der Einführungsphase müssen nach dem Erwerb der Fachhochschulreife an ein anderes Weiterbildungskolleg oder ein Abendgymnasium wechseln.
Das Frühjahr 2025 war das erste Semester ohne neue Studierende am Riehl-Kolleg.

## Personen

### Schulleiter
- 1958–1959: Hans Pabst
- 1959–1961: Anton Hackenbroich
- 1961–1970:  Herr Berg
- 1970–1996: Gerhard Brüggen
- 1996–2017: Heinz-Jakob Dewey
- seit 2017: Jörg Masuch

### Studierende
- Christian Süß (Tischtennisspieler, Abitur Dezember 2016)[11]
- Nicole Hise (Synchronsprecherin, Abitur Dezember 2016)
- Evelyn Burdecki (Fernsehpersönlichkeit, Fachhochschulreife)
- Adi Wojaczek (Regisseur, Abitur 2007)[12][13]